# Снейк
Снейк (англ. Snake River) — река на северо-западе США, крупнейший приток реки Колумбия. Её длина составляет около 1735 км. Площадь водосборного бассейна — 278 450 км².
Берёт начало на западе штата Вайоминг, на территории национального парка Йеллоустон, и протекает через плато Снейк-Ривер, каньон Хеллс и холмистую местность Палус. Впадает в реку Колумбия на востоке штата Вашингтон. Бассейн реки Снейк охватывает части территории шести штатов США и представляет собой главным образом горы, разделённые равнинами. Средний расход воды реки составляет около 1550 м³/с.
Коренное индейское население проживало в бассейне реки Снейк на протяжении последних 11 000 лет. Хозяйственная деятельность этих людей основывалась преимущественно на лове рыбы, поднимающейся вверх по реке на нерест. Ко времени, когда экспедиция Льюиса и Кларка пересекла Скалистые горы и вышла в долину реки Снейк, преобладающими этническими группами здесь были индейцы не-персе и шошоны. Контакты с европейцами, у которых индейцы переняли использование лошадей, сильно изменили жизнь местного населения ещё до прихода сюда исследователей и трапперов. В середине XIX века вдоль значительной части реки Снейк проходит переселенческий Орегонский путь, ведущий далее на запад, к побережью Тихого океана. Происходит активное заселение бассейна реки Снейк; в конце XIX и начале XX века вдоль реки строятся железные дороги, развивается судоходство и горная промышленность. Начиная с 90-х годов XIX века бурное течение Снейк используется для производства электроэнергии. Строительство на реке 15 плотин способствовало улучшению судоходства и орошению близлежащих сельскохозяйственных угодий.

## Течение

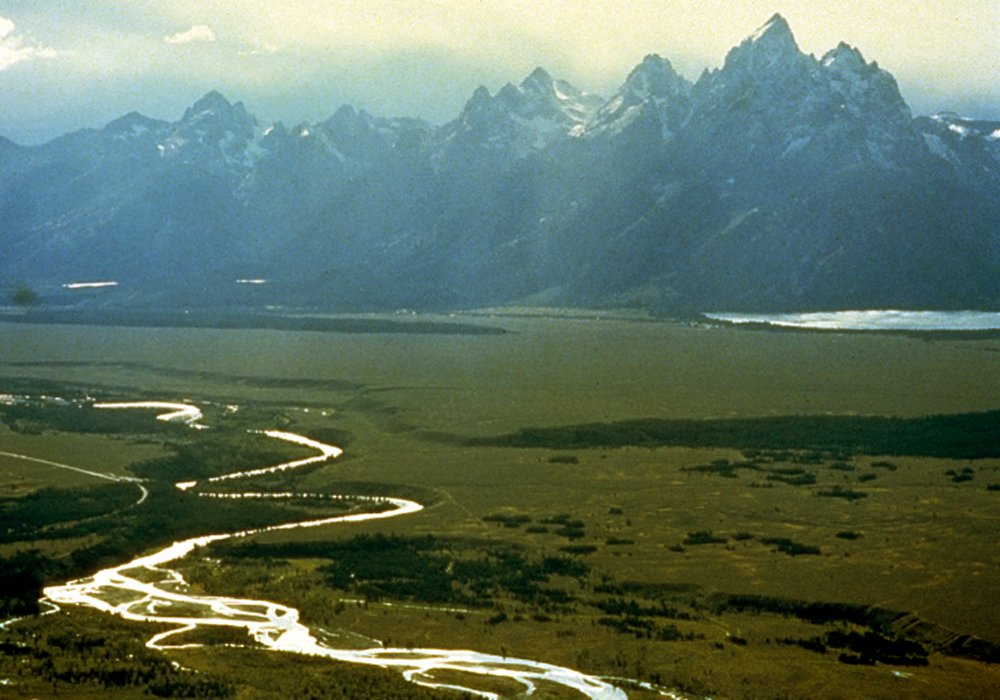
Снейк в верхнем течении

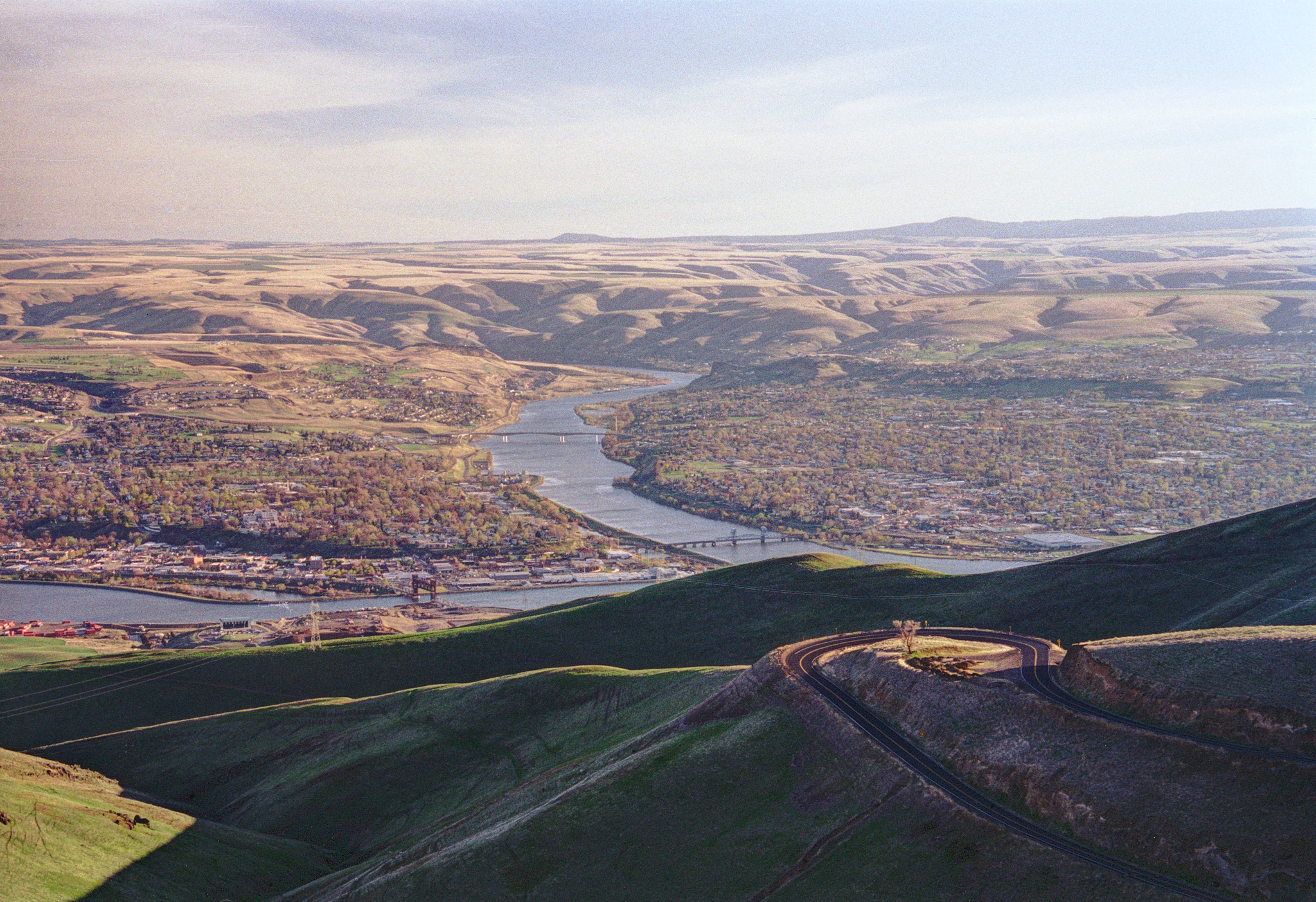
Города Льюистон (слева) и Кларкстон (Вашингтон) на месте впадения реки Клируотер (слева) в Снейк

Река Снейк берёт своё начало на западе штата Вайоминг, на территории национального парка Йеллоустон, в результате слияния трёх небольших речушек, и далее течёт в западном и южном направлении, впадая в озеро Джексон. Высота истока — 2721 м над уровнем моря. Свои первые 80 км река протекает через долину Джексон-Хоул, разрезающую местность между горным хребтом Титон и американским континентальным водоразделом. Далее река поворачивает на северо-восток и проходит через каньон, который прорезает горный хребет Снейк-Ривер; здесь она вначале принимает такие притоки, как Хобек и Грейс, прежде чем войти в водохранилище Палисейдс, где Снейк принимает приток Солт. После прохождения плотины Палисейдс, Снейк выходит на плато Снейк-Ривер — обширный физико-географический регион, простирающийся на юге штата Айдахо вдоль Скалистых гор и подстилаемый водоносным горизонтом Снейк-Ривер, одним из наиболее продуктивных водоносных горизонтов в США.
К юго-западу от города Рексберг Снейк принимает значительный правый приток Хенрис-Форк, после чего резко поворачивает на юг, протекает мимо города Айдахо-Фолс и проходит через водохранилище Американ-Фолс, где принимает левый приток Портнёф. Далее река течёт в западном направлении, проходит через каньон Хеллс, где расположены водопады Шошони, которые ранее являлись верхним пределом миграций лосося. Вблизи городка Туин-Фолс Снейк достигает своей самой южной точки, после чего течёт главным образом на северо-запад.
Река Снейк проходит в 48 км к югу от столицы Айдахо, города Бойсе, и вскоре после этого поворачивает на север, чуть выше того места, где она принимает такие притоки, как Овайхи и Бойсе. Начиная с этого же места, на протяжении 320 км река формирует границу между штатами Айдахо и Орегон. Граница проходит по ущелью Хеллс, которое прорезает горные хребты Салмон-Ривер-Маунтинг и Блу-Маунтинс. Примерно на середине своего пути через каньон Хеллс Снейк принимает свой крупнейший приток — реку Салмон, впадающую справа. Вскоре после впадения Салмона, Снейк составляет небольшой участок границы Айдахо и Вашингтона. Здесь река принимает правый приток Клируотер, в устье которого расположен город Льюистон. После выхода из каньона, река протекает через холмы Палус в восточном Вашингтоне. Снейк впадает в реку Колумбия в районе водохранилища Уаллула, образованного плотиной Мак-Нери, в 523 км от устья Колумбии.

## Бассейн

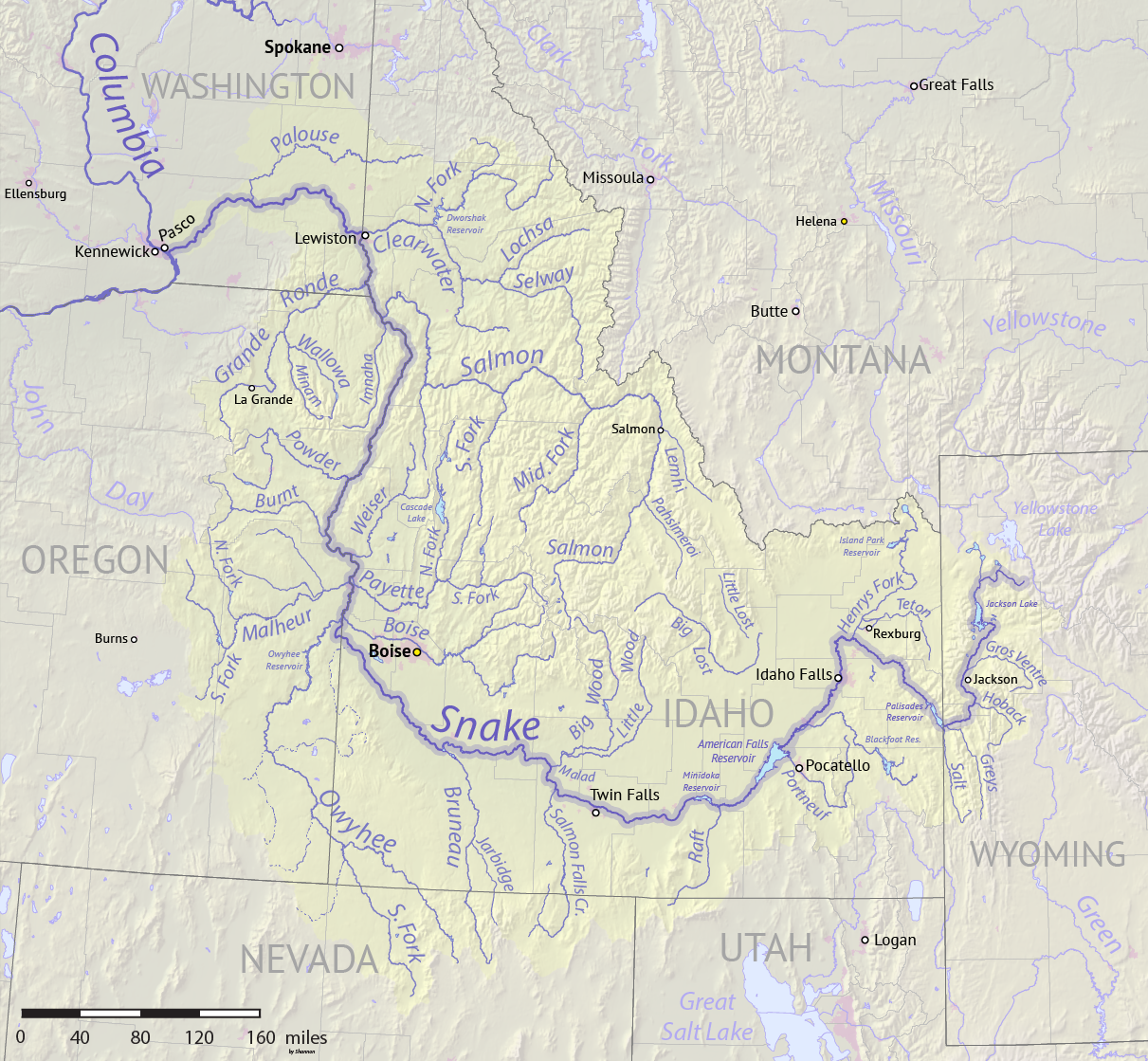
Схема бассейна реки Снейк

Среди рек США Снейк занимает тринадцатое место по длине. Бассейн реки, площадь которого составляет около 280 000 км², является десятым по величине среди всех рек Северной Америки и охватывает части территории шести штатов США: Вайоминга, Айдахо, Невады, Юты, Орегона и Вашингтона. Большая часть бассейна находится на территории Айдахо, между Скалистыми горами на востоке и Колумбийским плато на западе. Бассейн Снейка составляет около 41 % от площади всего бассейна реки Колумбия. Расход воды в устье реки составляет 31 % от расхода воды Колумбии в этом же месте. Кроме того, до места слияния двух рек длина Снейка (1735 км) превосходит длину Колумбии (1493 м), а площадь бассейна Снейка примерно на 4 % превосходит площадь бассейна Колумбии выше впадения Снейка.
Большая часть территории водосбора реки характеризуется засушливым и даже пустынным климатом, обычно получая менее 300 мм осадков в год. Тем не менее, количество осадков сильно изменяется в зависимости от конкретной местности. Так, в городке Туин-Фолс годовой уровень осадков, выпадающих в виде дождя, составляет лишь 235 мм, а осадков, выпадающих в виде снега, — 330 мм. В Скалистых горах, в верхней части долины Джексон-Хоул, осадки в виде дождя составляют всего 760 мм, тогда как осадки в виде снега — более 6400 мм. Большая часть бассейна представлена широкими засушливыми равнинами, холмами и высокими горами. На территории водосбора находятся национальные парки Йеллоустон и Гранд-Титон, национальная зона отдыха Хеллс-Каньон и некоторые другие природоохранные территории.
В нижнем и среднем течении реки Снейк большая часть территории вдоль её берегов представляет собой орошаемые обрабатываемые земли. Ирригационные плотины включают: Американ-Фолс, Минидока и Страйк. Крупные города вдоль берегов реки включают: Джэксон (в Вайоминге), Туин-Фолс, Айдахо-Фолс, Бойсе и Льюистон (в Айдахо), Кенневик, Паско и Ричленд (в Вашингтоне). На реке построено 15 плотин, которые используются для орошения, улучшения условий судоходства, производства электроэнергии и контроля уровня реки. В то же время рыбопропускные сооружения имеются лишь на плотинах ниже каньона Хеллс.
Бассейн реки Снейк граничит с множеством других водосборов, реки которых несут свои воды в Тихий и Атлантический океаны, а также в бессточные области. На юго-западе бассейн граничит с бессточным водосбором Харни. На юге он граничит с водосбором реки Гумбольдт и озера Большое Солёное (реки Бэр, Джордан и Уибер), а на юго-востоке — с бассейном реки Грин-Ривер (приток Колорадо). На востоке, на небольшом участке водосбор Снейка граничит с бассейном реки Бигхорн (приток реки Йеллоустон), а на севере — с бассейном реки Джефферсон (одно из верховий Миссури). На остальной части течения бассейн реки Снейк граничит с водосборами нескольких притоков Колумбии, главным образом Спокан (на севере), Кларк-Форк (на северо-востоке) и Джон-Дей (на западе). Из них Кларк-Форк (через Панд-Орей) и Спокан впадают в Колумбию выше Снейка, а Джон-Дей — ниже Снейка, в ущелье реки Колумбия.
На территории бассейна находятся следующие горные хребты: Титон, Биттеррут, Клируотер, Севен-Дивлс, а также северо-западная оконечность хребта Уинд-Ривер. Самая высокая точка бассейна Снейка — гора Гранд-Титон, высота которой составляет 4199 м над уровнем моря. Самая низкая точка, 109 м над уровнем моря, находится в месте впадения реки Снейк в Колумбию.

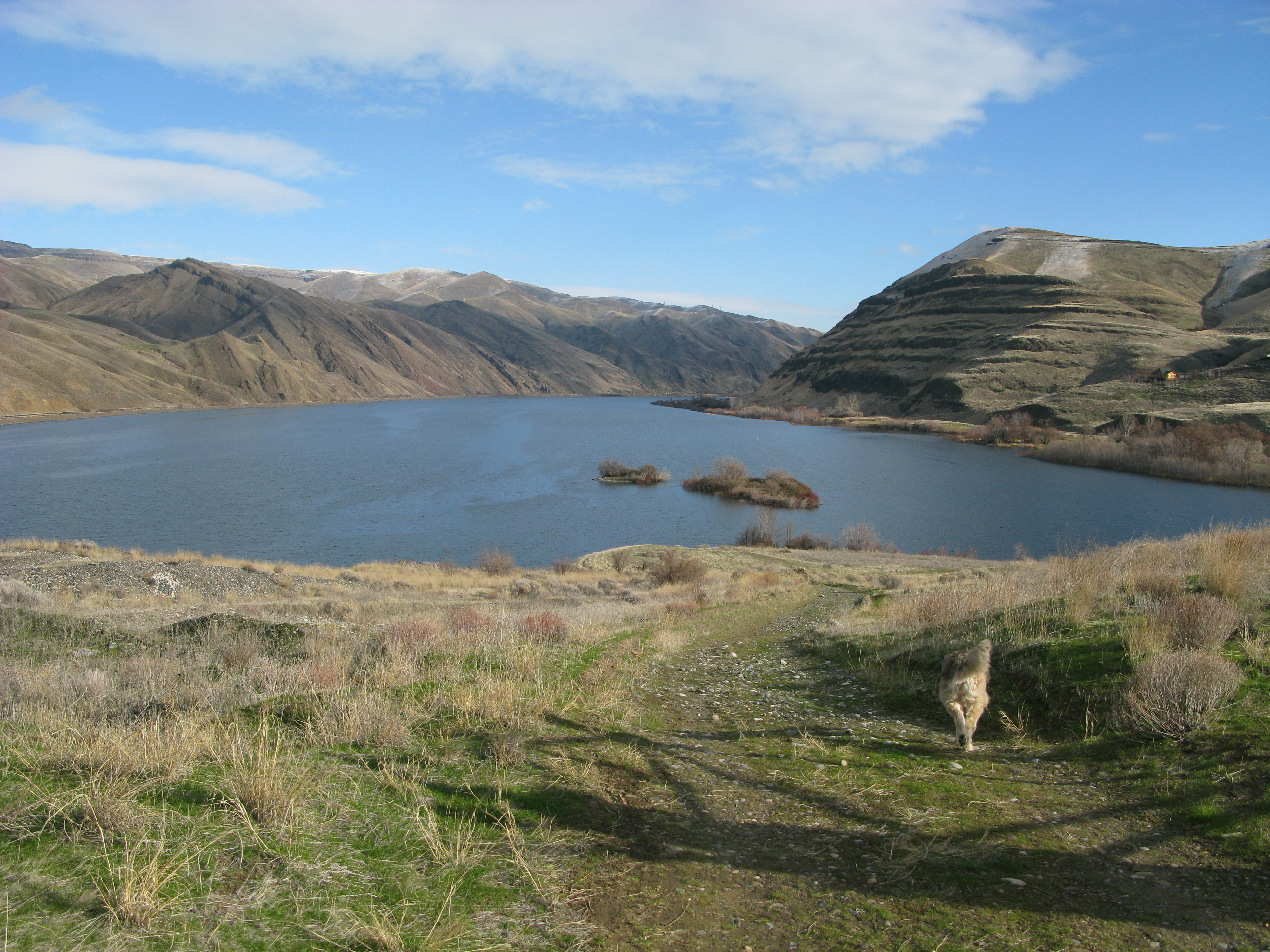
Снейк на юго-востоке штата Вашингтон
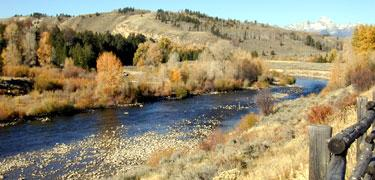
Снейк в штате Вайоминг
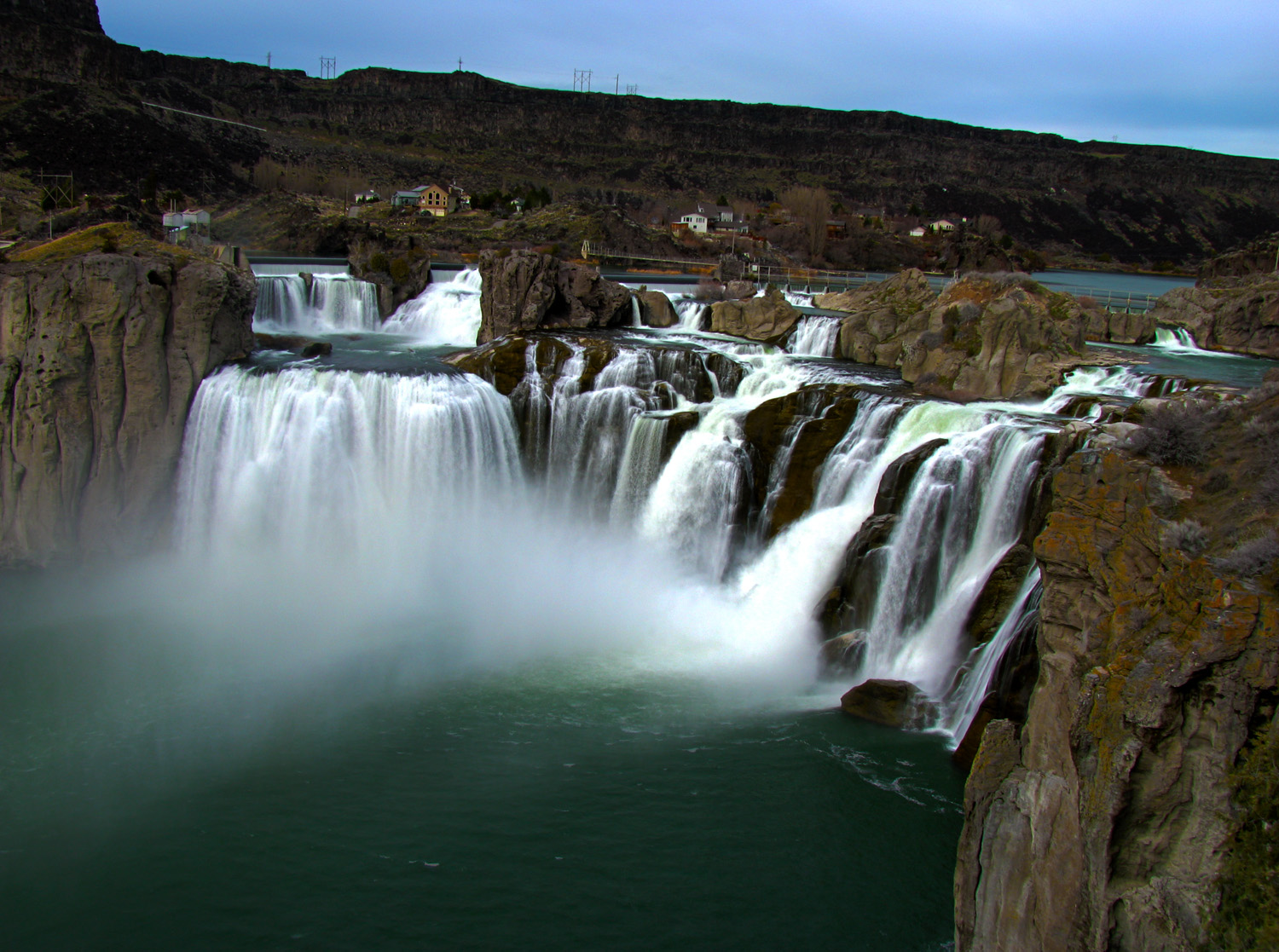
Водопады Шошони
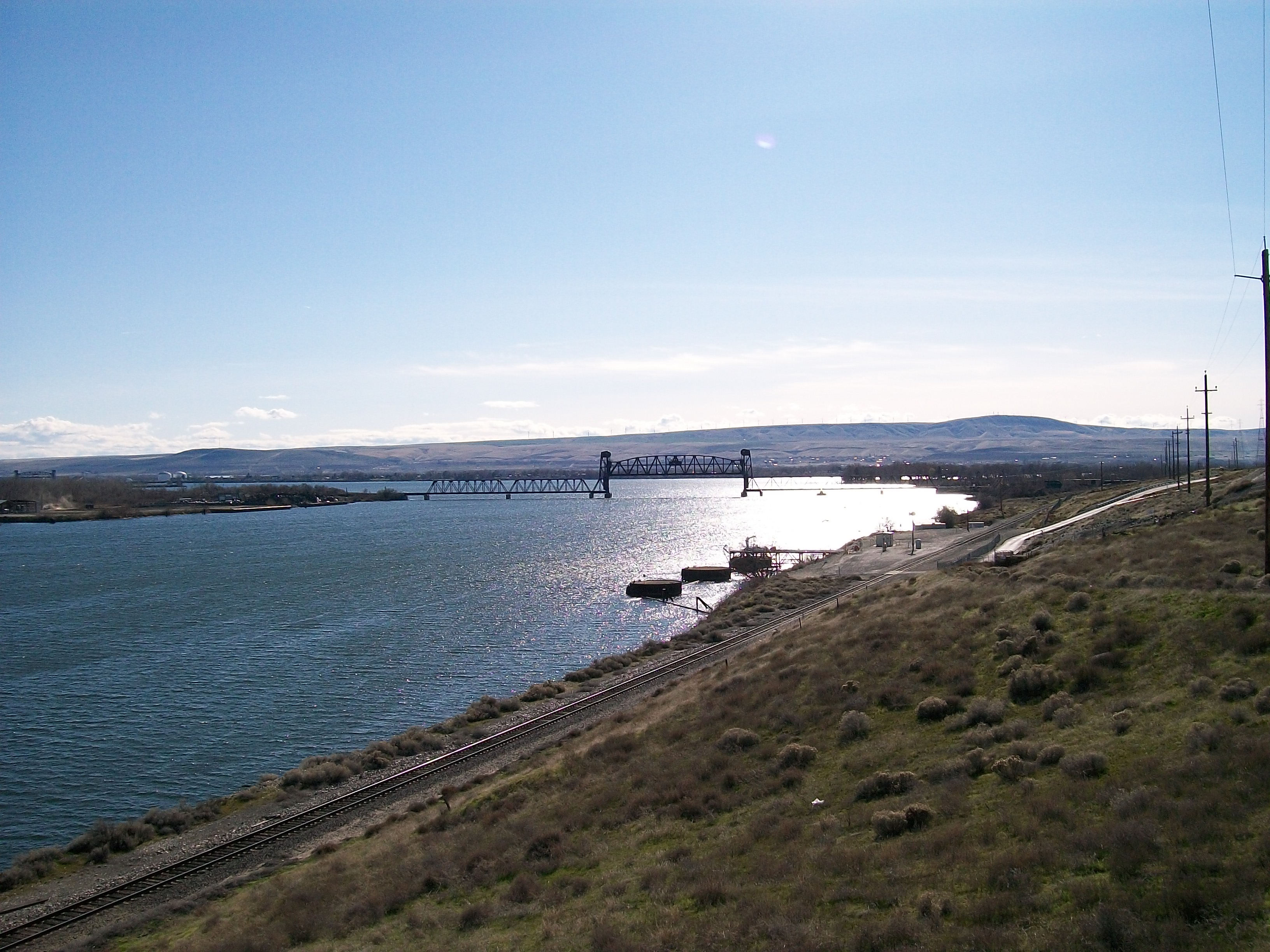
Железнодорожный мост через Снейк в месте его впадения в реку Колумбия (видна на заднем плане)

## Расход воды
Средний расход воды реки Снейк составляет 1553 м³/с. Геологическая служба США фиксировала расход воды в период с 1963 по 2000 годы на гидрологическом посту ниже плотины Айс-Харбор. За этот период самый большой средний расход воды был отмечен в 1997 году и составил 2384 м³/с, а самый низкий средний расход — в 1992 году и составил 770 м³/с. Самый низкий средний за день расход был отмечен 4 февраля 1979 года и составил всего 76 м³/с. 27 августа 1965 года поток временно отсутствовал из-за испытания плотины Айс-Харбор. Самый высокий средний за день расход воды отмечался 19 июня 1974 года и составил 8800 м³/с. Гидрологическим постом вблизи Кларкстона был зафиксирован рекордно высокий расход воды в реке Снейк — 10 400 м³/с. Ещё более высокий расход отмечался во время наводнений в июне 1894 года, он составлял около 11 600 м³/с.
Измерения расхода воды производятся и в других местах вдоль всего её течения. Так, выше озера Джексон расход воды реки Снейк составляет 25,1 м³/с при площади водосбора выше этого места около 1260 км². В городе Минидока, примерно на полпути течения через плато Снейк-Ривер, расход воды реки составляет 222 м³/с, тогда как в городе Буль, всего в 80 км ниже по течению, этот показатель составляет лишь 139 м³/с, что объясняется использованием воды для орошения, а также просачиванием воды в горные породы. В то же время, на границе Айдахо и Орегона, вблизи городка Уизер, в начале каньона Хеллс, после принятия нескольких крупных притоков, уровень воды Снейк возрастает до 503 м³/с. В районе плотины Хеллс-Каньон расход возрастает до 553 м³/с. В Энатон, Вашингтон, ниже крупнейшего притока Снейк, реки Салмон, средний расход воды составляет уже 979 м³/с.

## Геология

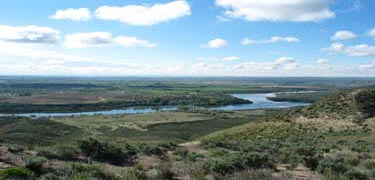
Плоский и ровный рельеф плато Снейк-Ривер во многом обязан своим происхождением Бонневиллскому наводнению

Плоский и ровный рельеф плато реки Снейк во многом обязан своим происхождением Бонневиллскому наводнению.
Бонневиллское наводнение и наводнения озера Мизула происходили примерно в одно и то же время, однако территория, на которую обрушились наводнения озера Миссула, была несколько севернее. Миссулские наводнения, по свидетельству геологов, повторялись более 40 раз в период от 15 до 13 тысяч лет назад. Их причиной были прорывы естественной ледяной дамбы на реке Кларк-Форк, возникшей при продвижении ледника и образовавшей выше по течению озеро Миссула. При прорывах плотины огромное количество воды обрушивалось на территорию восточной части современного штата Вашингтон, перекатываясь через северный водораздел бассейна реки Снейк и прорезая глубокие каньоны в районе, известном как холмы Палус. Каньон реки Палус, крупнейший из них, также обязан своим образованием главным образом Миссулским наводнениям. Миссулские и Бонневиллское наводнения способствовали также углублению и расширению каньона реки Колумбия, через который воды реки прорываются через Каскадные горы и устремляются уже напрямик в Тихий океан.
Бонневиллское наводнение было меньших масштабов. Тем не менее, именно оно принесло огромное количество осадочного материала, отложенного на юге современного штата Айдахо, и сформировавшего среднее течение реки Снейк. Наводнение произошло около 14,5 тысяч лет назад и связано с прорывом огромного озера Бонневилл, сформированного в последний ледниковый период в Большом бассейне, после чего вода устремилась вниз по реке Портнёф в бассейн реки Снейк. Наличие здесь высокопроницаемых пород привело к образованию водоносного горизонта Лейк-Ривер — одного из крупнейших на территории США. Многие реки, стекающие с северной стороны плато, уходят под землю, питая водоносный горизонт, вместо того чтобы впадать в реку Снейк. Группа этих рек и их бассейн известны как «потерянные ручьи Айдахо». Водоносный горизонт, залегающий на территории около 26 000 км² и имеющий толщину слоя до 400 м, содержит около 120 км³ воды. В то же время, большая часть воды, «потерянная» в бассейне реки Снейк, возвращается обратно в реку на западной оконечности водоносного горизонта в виде многочисленных артезианских источников. Каньон Хеллс в результате Бонневиллских наводнений был значительно расширен, однако не был углублён.

## История

### Название
Канадский первопроходец Дэвид Томпсон, спускавшийся от верховьев к устью в 1800 году, записал индейское название реки как Shawpatin. Участники экспедиции Льюиса и Кларка 1805 года дали реке название «Льюис» или «Льюис-Форк» в честь Мериуэзера Льюиса, который был первым из экспедиции, кто увидел реку. Они также отметили, что местные индейские племена (шошоны) называют реку Ki-moo-e-nim или Yam-pah-pa по названию травы, которая повсеместно растёт вдоль её берегов. Более поздние исследователи бассейна реки, многие из которых ранее участвовали в экспедиции Льюиса и Кларка, используют ещё несколько названий. Участник Асторской экспедиции, первопроходец Уилсон Прайс Хант, называет реку «Сумасшедшей» (Mad River). Другие названия, относящиеся к реке, включают «Шошони» (по названию племени) и «Сэптин». В конце концов, однако, за рекой закрепилось английское название «Снейк».

### Первые люди

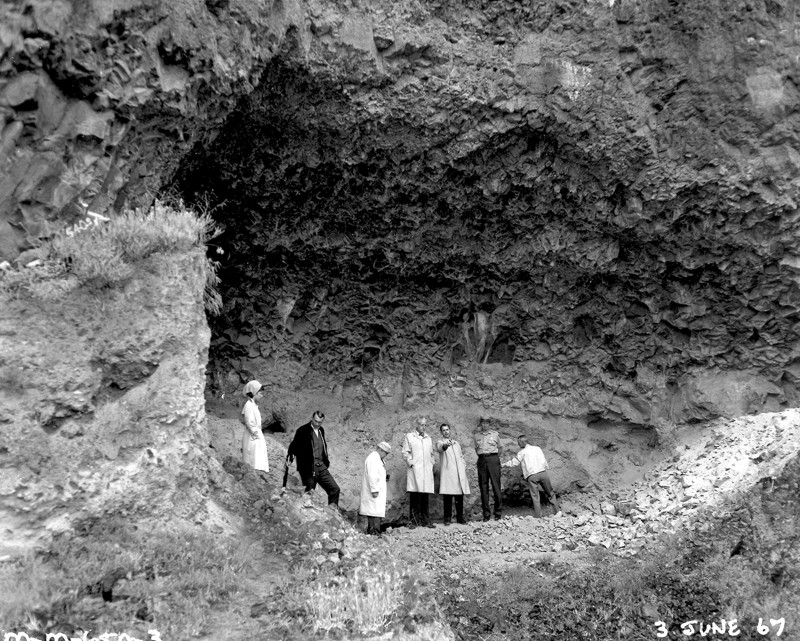
Пещера Мармс незадолго до затопления

Люди населяют берега реки Снейк на протяжении последних 11 тысяч лет. В восточной части её долины имеются свидетельства, указывающие на присутствие здесь культур Кловис, Фолсом и Плано, которые относятся к периоду около 10 тысяч лет назад. Первые торговцы и исследователи отмечали присутствие в бассейне реки Снейк региональных мест торговли; последующие археологические раскопки показали, что некоторые из таких торжищ достаточно древние. Так, торжище, располагавшееся в районе современного городка Уизер, существовало уже около 4,5 тысяч лет назад. Предполагается, что фремонтская культура способствовала историческому становлению шошонов, однако доподлинно это неизвестно. Лошади получили распространение среди местных индейцев около 1700 года и довольно сильно повлияли на культуру шошонов и северных пайютов. В низовьях реки, на территории штата Вашингтон, имеется несколько интересных археологических объектов. Один из наиболее известных и наиболее древних из них — Пещера Мармс, которая, однако, была затоплена после создания водохранилища Герберт-Уэст в 1968 году.
Большую часть бассейна реки Снейк населяли 2 основные этнические группы. Территория не-персе простиралась от юго-восточной части Колумбийского плато до северного Орегона и западного Айдахо, а шошоны обитали на Плато Снейк-Ривер как выше, так и ниже водопадов Шошоне. Образ жизни индейцев довольно сильно разнился. В области ниже водопадов Шошоне хозяйственная деятельность основывалась преимущественно на ловле лосося, который поднимался по реке на нерест в огромных количествах. Лосось был основой жизни не-персе и большинства других индейских племён, проживавших ниже водопадов. Жизнь в регионе выше водопадов значительно отличалась. Плато Снейк-Ривер образует один из немногих сравнительно лёгких перевалов через главный хребет Скалистых гор на участке длиной в сотни километров, что способствовало взаимодействию племён, живших по обе стороны гор. Это, в свою очередь, способствовало тому, что хозяйственная деятельность шошонов сосредоточилась преимущественно на торговле.
Согласно легенде, не-персе изначально проживали в долине реки Клируотер — одного из нижних притоков реки Снейк. На протяжении этой реки располагалось 26 поселений не-персе, и ещё 11 располагались на реке Снейк между её устьем и рекой Клируотер. Имелось также несколько деревень на реках Салмон, Гранд-Ронд и Туканнон, а также в нижней части каньона Хеллс. Количество лосося, ежегодно проходившего в те времена, оценивается в 4 миллиона особей в удачные годы. В отличие от многих племён, живших на юго-востоке бассейна реки Снейк, не-персе вели оседлый образ жизни и проживали в постоянных поселениях. Они поддерживали торговые отношения с салишами и племенами, проживавшими в средней части реки Колумбия. В то же время, не-персе были врагами шошонов и других племён, живших в верхней части бассейна реки Снейк.
Шошоны характеризуются как кочевые племена; они переняли свою культуру от более ранней этнической группы Битеррут и от племён Большого бассейна, которые мигрировали на север через долину реки Овайхи. К XVIII веку территория шошонов простиралась от плата Снейк-Ривер далее на восток, на другую сторону континентального водораздела, до верхней части бассейна Миссури, а также далее на север, на территорию Канады. Эпидемия оспы, занесённой европейскими исследователями и трапперами, уничтожила большую часть шошонов к востоку от Скалистых гор, однако они продолжали контролировать бассейн реки Снейк. Со временем, однако, культура шошонов фактически слилась с культурой северных пайютов и банноков, которые пришли из Большого бассейна и каньона Хеллс, соответственно. Банноки принесли с собой навыки охоты на бизонов, а также привели лошадей, которых они приобрели у европейцев, что сильно изменило образ жизни шошонов.

### Исследователи

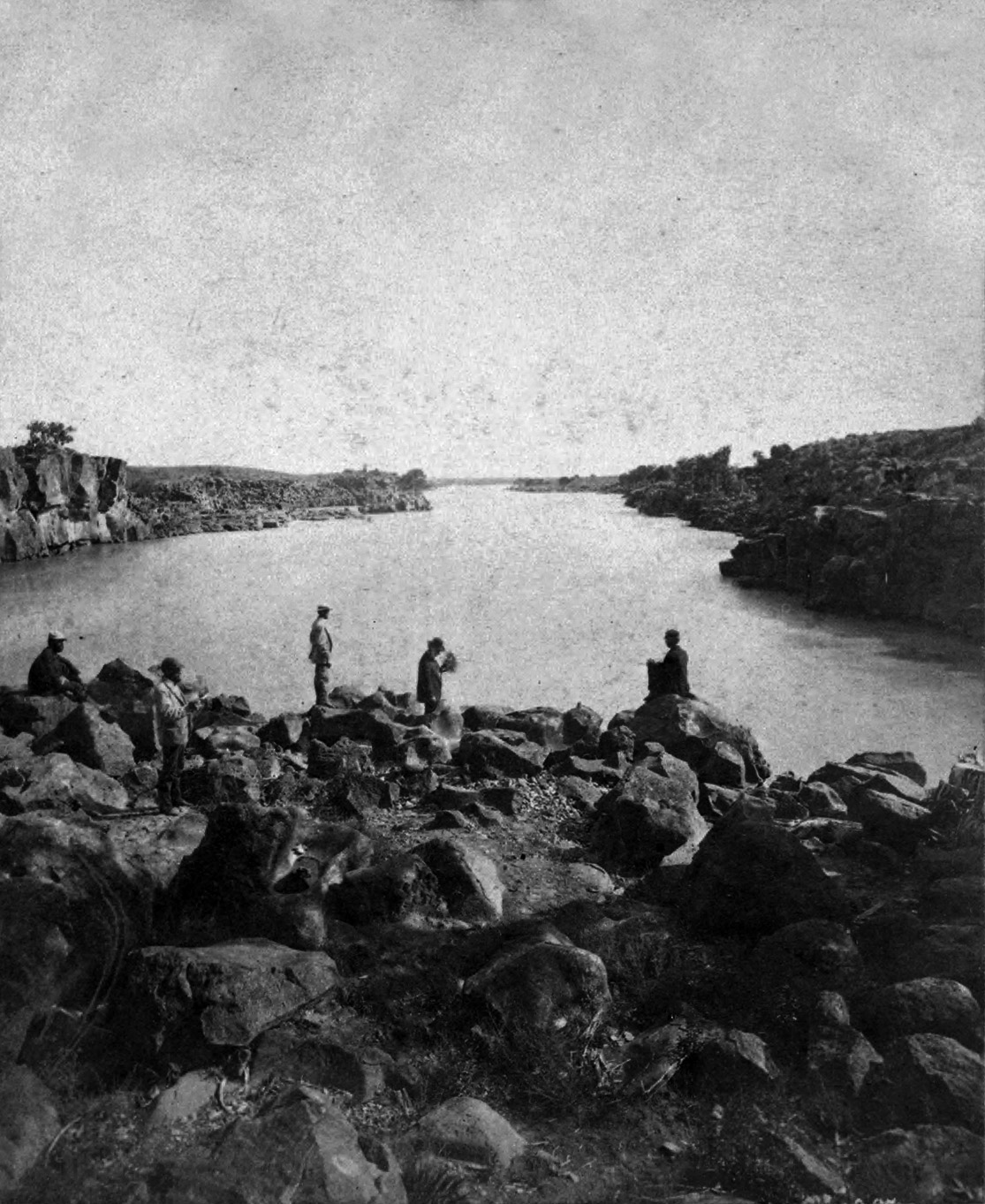
Река Снейк, 1871 год

Экспедиция Льюиса и Кларка 1804-06 годов была первой американской экспедицией, которая пересекла Скалистые горы и спустилась вниз по рекам Снейк и Колумбия до Тихого океана. Сам Льюис был, вероятно, первым человеком, увидевшим бассейн реки Снейк 12 августа 1805 года, за несколько дней до остальной части экспедиции, а также увидевшим долину реки Салмон с перевала Леми, в нескольких милях от современного города Салмон. Далее экспедиция направилась на север, спустившись по рекам Леми и Салмон и пытаясь спуститься по реке Снейк, однако сочла это невозможным из-за опасных порогов. Продвигаясь далее на север, Льюис и Кларк прошли через реки Клируотер и Лочса, после чего спустились в низовья реки Снейк и далее попали в реку Колумбия.
Последующие экспедиции начали исследовать реку Снейк и основные её притоки уже в 1806 году, сразу после возвращения Льюиса и Кларка. Первым из таких исследователей был Джон Одуэй, который в 1806 году исследовал низовья реки Салмон. Джон Колтер был первым из европейцев, кто увидел верховья реки Снейк. В 1810 году Эндрю Генри с группой трапперов открыли приток Хенрис-Форк, который был назван в его честь. В 1811 году Дональд Маккензи прошёл по нижней части реки Снейк; более поздние исследователи бассейна реки: Ульсон Прайс Хант, Рамзей Крукс, Франсиско Пайель, Джон Грей, Тьери Годдин и многие другие после 1830-х годов. Многие из этих людей были участниками экспедиции Льюиса и Кларка, которые вернулись сюда, чтобы нанести на карту и более детально исследовать определённый район. За исследователями пришли трапперы в поисках мест, богатых бобрами. Но американских трапперов опередила британская Компания Гудзонова залива, которая начала направлять сюда канадских трапперов с 1819 года. Им было дано задание добыть как можно больше бобров, что привело едва ли не к полному искоренению этого вида в бассейне реки Снейк. Аргумент был прост: «если не будет бобров, у американцев не будет повода приходить сюда». Конечной целью Компании Гудзонова залива было получение прав на всю территорию Орегон, которая охватывала территории нынешних американских штатов Вашингтон, Орегон и Айдахо, а также части Монтаны и Вайоминга. Тем не менее, данная территория была присоединена к США.

### Поселенцы
В середине XIX века была проложена так называемая Орегонская тропа, значительная часть которой проходила вдоль реки Снейк. Тропа пересекала реку вблизи современного города Онтарио, штат Орегон; через несколько лет на этом месте была основана паромная переправа. Другое пересечение тропой реки Снейк находилось выше по течению, в месте, известном как «Переправа трёх островов», недалеко от устья реки Бойсе. В данном месте на реке располагались 3 острова (откуда и название), которые разделяли Снейк на 4 рукава, каждый из которых имел ширину около 60 м. Некоторые переселенцы решались переходить Снейк вброд, следовать вдоль западной стороны реки и вновь пересекать её вблизи Форт-Бойсе, в каньоне Хеллс, продолжая идти по восточной стороне каньона, либо спускаясь далее по рекам Снейк и Колумбия до реки Уилламетт, которая и была конечным пунктом тропы. Разумным аргументом использовать «Переправу трёх островов» была лучшая обеспеченность травой и водой. Позже на реке стали действовать несколько паромных переправ.

### Новейшая история
8 сентября 1974 года американский каскадёр Ивел Книвел попытался перепрыгнуть через каньон реки на ракетном мотоцикле Skycycle X-2. Трюк прошёл неудачно из-за дефекта парашюта, но Книвел отделался лишь переломом носа. В сентябре 2016 года трюк был удачно проведён каскадёром Эдди Брауном.

## Гидротехнические сооружения

### Строительство плотин
Первая плотина, Сван-Фолс, была построена на реке Снейк в 1901 году. Сегодня на реке построено в общей сложности 15 плотин, которые играют важную роль в жизни населения региона. Все эти плотины можно разделить на 3 участка. Первый участок тянется от истока до ущелья Хеллс; здесь имеется несколько небольших плотин, построенных главным образом для нужд орошения. В районе ущелья Хеллс плотины обеспечивают производство электроэнергии. Плотины третьего участка (от ущелья Хеллс до устья) построены преимущественно для поддержания навигации. Над строительством плотин на реке работали многие государственные и частные компании.
В рамках ирригационного проекта Минидока Бюро мелиорации США, начало которому было положено Законом о Мелиорации 1902 года, предусматривался отвод вод реки Снейк выше водопадов Шошони для орошения территории площадью около 4500 км², а также создание водохранилищ с общим объёмом воды около 5,1 км³. Первые исследования возможностей орошения в данном регионе проводились геологической службой США с конца XIX века; проект был утверждён 23 апреля 1904 года. Первой дамбой, построенной в рамках проекта, была плотина Минидока, созданная в том же 1904 году. ГЭС этой плотины начала действовать в 1909 году, производя 7 МВт электроэнергии. К 1993 году её мощность была повышена до 20 МВт. В 1907 году в рамках проекта в верховьях реки была построена плотина Джэксон-Лейк для дополнительного хранения воды. В 1927 году выше плотины Минидока была построена дамба Американ-Фолс, которая была перестроена заново в 1978 году. Позже были построены также другие плотины для орошения, в том числе Туин-Фолс и Палисейдс.
Вторым важным проектом по строительству дамб был проект Хеллс-Каньон, который возглавлялся энергетической компанией Айдахо и стартовал в 1940-е годы. Три дамбы, построенные в рамках проекта: Браунли, Оксбоу и Хеллс-Каньон — расположены в верхней части ущелья Хеллс. Все три дамбы предназначаются главным образом для производства электроэнергии и борьбы с наводнениями и не имеют шлюзов для судов и устройств для прохождения рыбы. Самая верхняя их трёх плотин, Браунли, была построена в 1959 году. Здесь вырабатывается 728 МВт электроэнергии. Дамба Оксбоу, завершённая в 1961 году, позволяет вырабатывать 220 МВт энергии, а плотина Хеллс-Каньон (1967) — 450 МВт электроэнергии.
Третий проект по строительству дамб стартовал в 1945 году и включал в себя создание плотин в низовьях реки, для обеспечения навигации на участке ниже каньона Хеллс. Плотины проекта включают: Лоуэр-Гранит, Литл-Гус, Лоуэр-Монументал и Айс-Харбор. Кроме того, на всём протяжении участка были проведены дноуглубительные работы. Все дамбы в нижней части реки формируют непрерывный каскад водохранилищ. Вдобавок, сразу после плотины Айс-Харбор на реке Колумбия расположено водохранилище Уаллула, сформированное плотиной Макнэри.
Имеются планы по ликвидации плотин в низовьях реки Снейк; если подобные работы будут осуществлены, то это будет крупнейший проект по ликвидации дамб в США. Удаление плотин обусловлено необходимостью восстановления популяций лосося на реке Снейк и некоторых её притоках, однако это приведёт к значительным потерям электроэнергии.

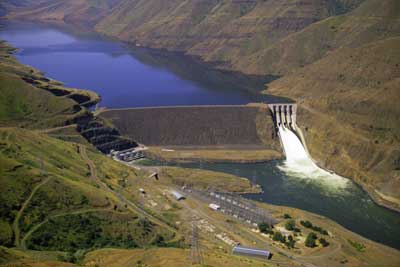
Плотина Браунли — самая верхняя дамба в каньоне Хеллс
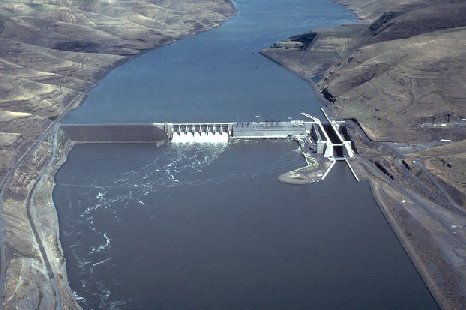
Плотина Литл-Гус
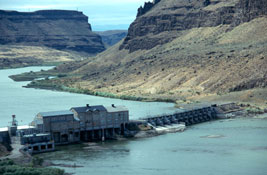
Плотина Сван-Фолс - старейшая дамба на реке Снейк, построена в 1901 году
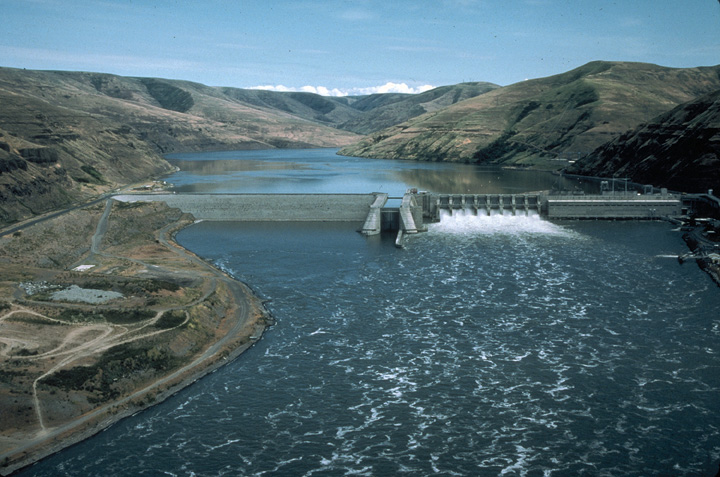
Плотина и водохранилище Лоуэр-Гранит

### Предложения по ликвидации плотин
Начиная с последних десятилетий XX века вокруг четырёх нижних плотин на реке Снейк разгорелись споры. Основным аргументом в пользу их ликвидации является то, что это позволит поднимающейся на нерест рыбе достигать нижних притоков реки Снейк (рек Клируотер, Туканнон и Гранд-Ронд) и размножаться в более значительных количествах. Однако сторонники демонтажа плотин встретили ожесточённое сопротивление со стороны некоторых общественных групп на тихоокеанском северо-западе США. Веским аргументом служит то, что большая часть электроэнергии региона производится за счёт гидроэнергетики и демонтаж плотин нанесёт сильный удар по этой отрасли. На освоение же других источников энергии, вероятно, потребуется немалое время. Демонтаж плотин нанесёт также ущерб судоходству и возможностям орошения. Сторонники разрушения дамб заявляют на это, что транспортировка зерна в регионе может успешно осуществляться железнодорожным транспортом, а для орошения активно используется лишь одно из четырёх водохранилищ в низовьях реки.
В 2009 году Конгресс США принял законопроект, в котором предлагалось изучить возможность и последствия демонтажа этих четырёх плотин. Администрация президента Барака Обамы в сентябре 2009 года рекомендовала изучить последствия изменения климата и предложить другие шаги по расширению мест обитания видов, считая ликвидацию плотин «последней мерой». В феврале 2010 года судья Джеймс Редден признал этот план недостаточным и дал Национальному управлению океанических и атмосферных исследований три месяца на подготовку новых предложений. Новый план был представлен в мае 2010 года с несколькими существенными изменениями.

## Судоходство

### Пароходное сообщение

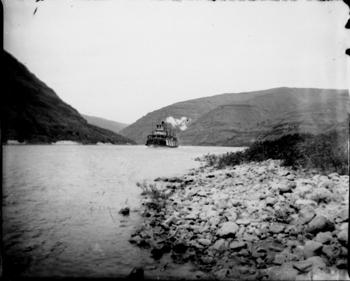
Неизвестный пароход на реке Снейк, 1898 год

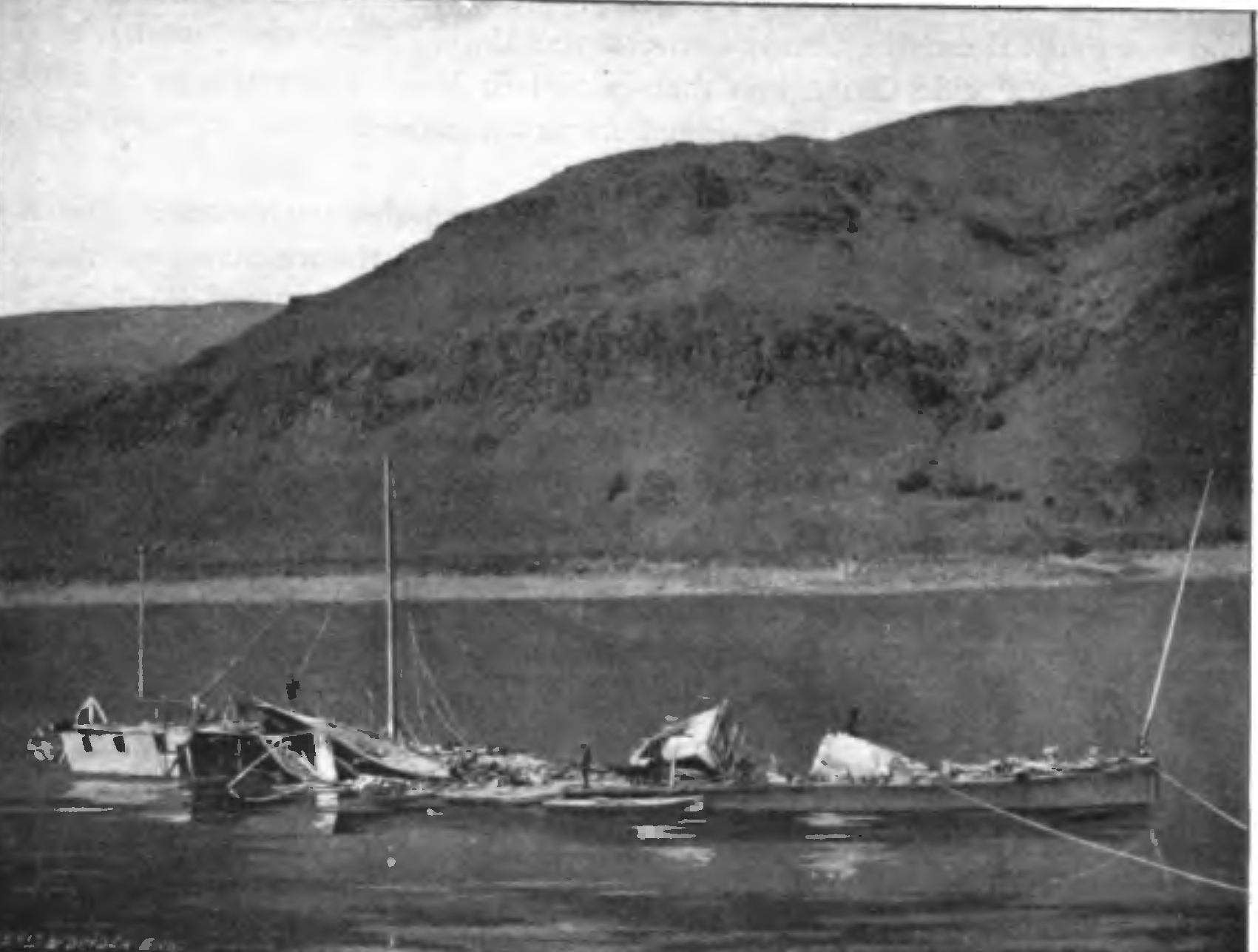
Обломки парохода Annie Faxon после взрыва котла, 1893 год

При организации пароходного сообщения на реке Снейк пришлось решать гораздо более сложные проблемы, чем на реке Колумбия. Перепад высот Колумбии от истока до устья составляет лишь 820 м, тогда как у реки Снейк этот показатель составляет более 2600 м, притом что Колумбия почти на 320 км длиннее. С 1860 по 1940 годы пароходное сообщение осуществлялось на участке от устья реки примерно до места впадения в неё реки Аймнаха, в нижней части каньона Хеллс. При этом большинство пароходов работали лишь на коротком участке от устья до города Льюистон, расположенного в устье реки Клируотер. Этот участок был наиболее простым для навигации и с наименьшим перепадом высот, хотя и здесь насчитывалось более 60 порожистых участков.
Пассажирское и грузовое пароходное сообщение осуществлялось на участке ниже Льюистона на протяжении последних десятилетий XIX века, несмотря на строительство железных дорог в сельскохозяйственном регионе в районе холмов Палус, до тех пор, пока в низовьях реки не были возведены плотины. Плотины обеспечили возможность прохождения барж, что способствовало резкому снижению использования как пароходного сообщения, так и железных дорог. Довольно типичным был речной путь из городка Уаллула на реке Колумбия, в 190 км выше устья реки Снейк и далее до Льюистона. Орегонская пароходная компания пустила пароход «Shoshone» из города Форт-Бойсе в 1866 году, который обеспечивал пассажирское и грузовое сообщение с верхней частью реки Снейк, шахтами Бойсе и Овайхи.
К 1870-м годам Орегонская пароходная компания владела уже семью пароходами на реке Снейк, которые осуществляли преимущественно перевозку зерна в порты в низовьях Колумбии. Это такие пароходы, как «Harvest Queen», «John Gates», «Spokane», «Annie Faxon», «Mountain Queen», «R.R. Thompson», и «Wide West», все они были построены на реке Колумбия. В 1890-х годах в районе каньона Хеллс были найдены месторождения медной руды. Несколько пароходов были построены специально для перевозки руды оттуда до Льюистона. Этими пароходами были «Imnaha», «Mountain Gem», и «Norma». В 1893 году пароход «Annie Faxon» затонул на реке Снейк, немногим ниже Льюистона, из-за взрыва котла.

### Современное состояние
В 1960—1970-е годы в нижнем течении реки Снейк инженерными войсками США были построены 4 плотины для улучшения возможностей навигации. Таким образом была обеспечена прокладка глубокого судоходного фарватера, соединившего через систему водохранилищ и шлюзов Тихий океан с городом Льюистон, штат Айдахо, который расположен в 230 км от устья реки Снейк и в 748 км от устья реки Колумбия. Это дало возможность использовать тяжёлые баржи для перевозки грузов в глубоководные порты в нижнем течении Колумбии, такими как Портленд. Основным грузом, перевозимым на баржах по реке из Айдахо и восточного Вашингтона, является сельскохозяйственная продукция. Это главным образом пшеница, которая составляет более 85 % от всех грузов в нижнем течении реки Снейк. Пшеница экспортируется из портов в низовьях Колумбии. Другие грузы, перевозимые на баржах по реке Снейк, включают чечевицу, продукцию лесной промышленности и нефтепродукты.
Фарватер реки составляет как минимум 4,3 м в глубину и 76 м в ширину. На участках, где русло реки было менее данной глубины, были проведены дноуглубительные работы. С фарватером почти на 1,5 м глубже, чем у системы реки Миссисипи, реки Снейк и Колумбия позволяют прохождение барж почти в 2 раза тяжелее.

## Окружающая среда

### Экорегионы
Всемирный фонд дикой природы разделяет бассейн реки Снейк на 2 экорегиона: «Колумбия, не подвергшаяся оледенению» и «Верхний Снейк». Границей между этими экорегионами служат водопады Шошони, хотя фактически граница смещена почти на 50 км ниже водопадов для того, чтобы включить в верхний экорегион реку Биг-Вуд (одна из двух составляющих реки Малад), биологически сильно отличающуюся от остальной части нижнего экорегиона. Водопады Шошони достаточно долгий срок являлись барьером для миграций проходных рыб вверх по реке. Как результат, только 35 % ихтиофауны верхней части бассейна и 40 % ихтиофауны реки Биг-Вуд совпадают с ихтиофауной нижней части Снейк.
Экорегион «Верхний Снейк» охватывает большую часть юго-восточного Айдахо, а также небольшие территории, входящие в штаты Вайоминг, Юта и Невада. Он также включает такие крупные ареалы, как озеро Джексон. По сравнению с нижним экорегионом, а также с остальной частью бассейна реки Колумбия, верхний экорегион отличается более высоким уровнем эндемизма, особенно среди брюхоногих и двустворчатых моллюсков. В верхнем экорегионе обитают также 14 видов рыб, которые не встречаются больше нигде в бассейне Колумбии, но обитают также в экорегионе Бонневилл на западе Юты, который относится к Большому бассейну. Вид Cottus leiopomus эндемичен только для реки Вуд-Ривер, а вид Cottus greenei — только для небольшого участка реки Снейк от водопадов Шошони до реки Вуд-Ривер.
Для реки Снейк ниже водопадов Шошони характерны 35 коренных видов рыбы, из которых 12 обитают также в реке Колумбия и 4 эндемичны для реки Снейк (Percopsis transmontana, Cottus confusus, Cottus marginatus и Oregonichthys crameri). Впрочем, Oregonichthys crameri обитает также в бассейне реки Ампкуэ, впадающей в Тихий океан в штате Орегон, а также в некоторых близлежащих бассейнах. В нижнем экорегионе встречаются 7 видов тихоокеанских лососей. Здесь также довольно высокий, часто локализованный уровень эндемизма у моллюсков, особенно в районе каньона Хеллс и в бассейнах рек Клируотер и Салмон.

### Растения

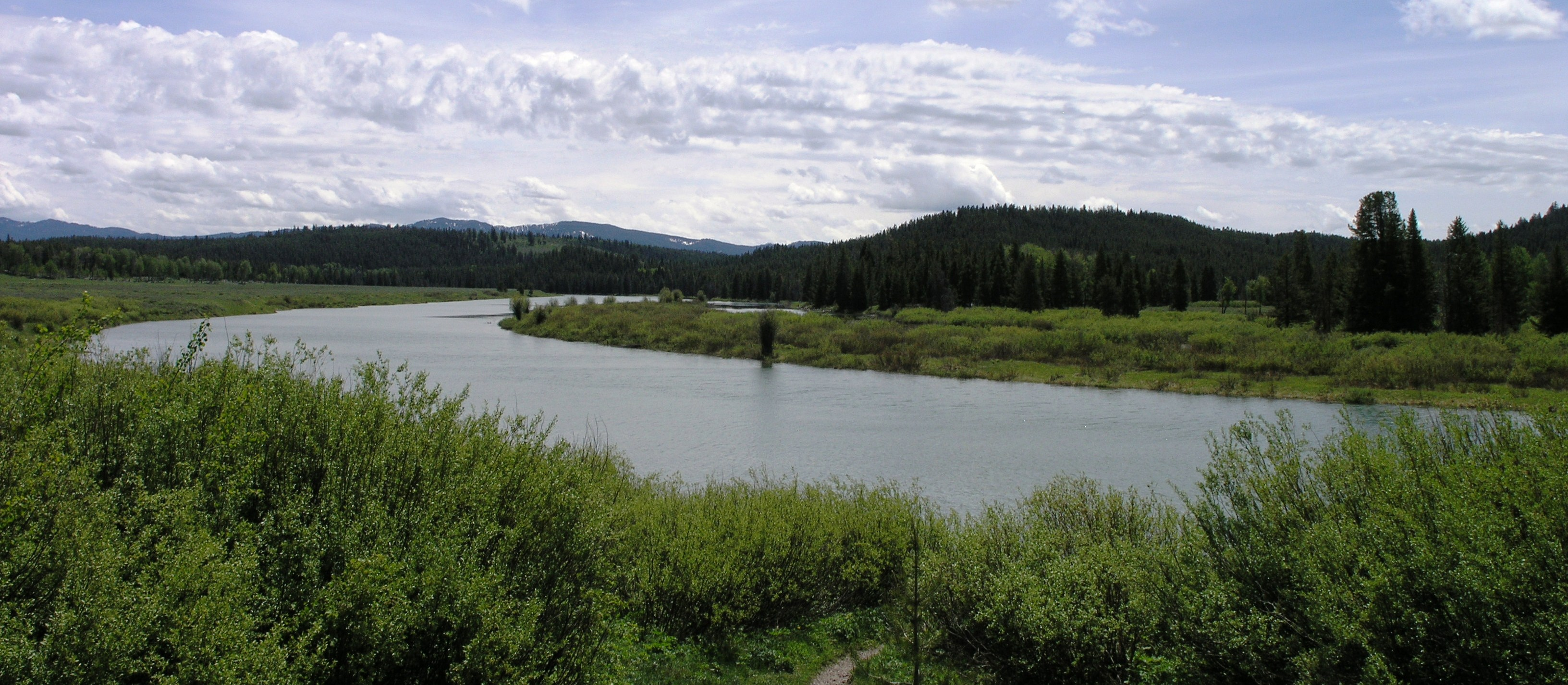
Верховья реки Снейк по-прежнему занимают густые леса, что особенно характерно для различных природоохранных территорий

Бассейн реки Снейк отличался в прошлом и продолжает отличаться довольно большим разнообразием растительных сообществ, чему способствует разнообразие климатических зон, от полупустынь до альпийского пояса. Большая часть бассейна, особенно плато Снейк-Ривер и Колумбийское плато, была ранее покрыта кустарниковой и травянистой степной растительностью. Вдоль течения реки Снейк и её притоков были распространены речные сообщества и сообщества болот. На больших высотах распространены хвойные леса, где преобладает жёлтая сосна. В лесах верхней части бассейна распространены также осина, псевдотсуга и ель, которые составляли когда-то около 20 % от общей площади бассейна. В предгорьях основой растительности была полынь. Из-за обезлесения около одной четвёртой прежней площади лесов также оказалось занято травянистой растительностью. В то же время, сосна скрученная широкохвойная увеличила территорию своего распространения по сравнению с исторической. В бассейне реки Снейк произрастает более 118 редких или эндемичных видов растений.

### Животные
Помимо водных видов, на территории бассейна реки Снейк водится множество видов млекопитающих, птиц, земноводных и пресмыкающихся. В верхней части бассейна и в других горных районах широко распространены волк, медведь гризли, росомаха, пума и канадская рысь. Установлено, что в верхней части бассейна, выше впадения притока Хенрис-Форк, обитает 97 видов млекопитающих. Бассейн реки Снейк служит также домом для 274 видов птиц, среди которых такие редкие как белоголовый орлан, сапсан, американский журавль, шалфейный тетерев и желтоклювая американская кукушка. В области вдоль нижней части реки встречается исландский гоголь.
В водно-болотных угодьях верхней части бассейна реки Снейк водятся 10 видов земноводных и 20 видов пресмыкающихся. Для северо-восточной части бассейна характерны леопардовая лягушка, западноамериканская жаба, Rana luteiventris, длиннопалая амбистома и лопатоноги. В нижней части бассейна обитает также несколько неместных видов животных, среди которых лягушка-бык, буроголовый коровий трупиал, азиатский кеклик, обыкновенный скворец, обыкновенный фазан и др.

### Миграция рыбы

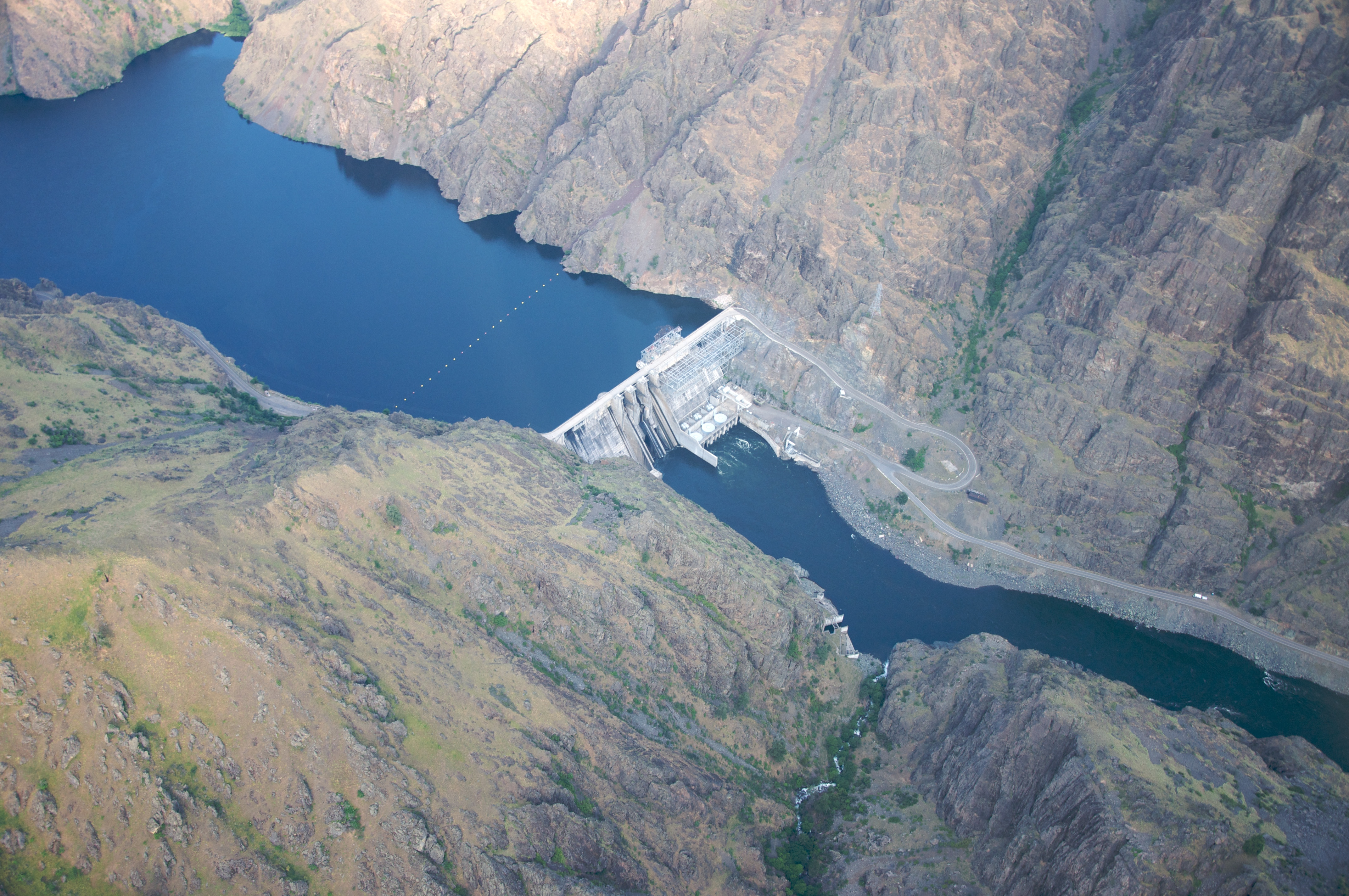
Плотина Хеллс-Каньон служит сегодня верхней границей миграций рыбы

Снейк — одна из наиболее важных рек для мигрирующих рыб, проводящих большую часть жизни в океане и отправляющихся на нерест в верховья рек. Среди них стоит отметить такие виды, как кижуч, чавыча, нерка, микижа и белый осётр. Известно, что до строительства плотин нерест чавычи на реке проходил в три стадии (весной, летом и осенью), общая численность рыб при этом достигала около 120 000 особей, а численность нерки достигала 150 000 особей. Историческим барьером на пути миграции рыб были водопады Шошони.
В начале XX века, когда выше по течению от каньона Хеллс была построена первая дамба, это создало проблемы для миграции рыбы. Всего на пути рыбы появилось 15 плотин и водохранилищ; кроме того, трудностей добавляют загрязнённые сточные воды, попадающие в реку с полей. Сегодня лососёвые могут проходить по реке вплоть до плотины Хеллс-Каньон, используя рыбопропускные сооружения, имеющиеся на четырёх плотинах, расположенных ниже, а также подобные сооружения на плотинах реки Колумбии. Таким образом, из всех притоков реки Снейк задействованными в нересте остаются только Клируотер, Гранд-Ронд и Салмон. На всех этих реках на сегодняшний день практически нет никаких препятствий для прохождения рыбы, за исключением плотины Дуоршак на реке Норт-Форк (одно из верховий реки Клируотер). Нижние плотины на реке Снейк также создают определённые проблемы, так как их водохранилища нарушают сложившиеся пути миграции рыбы.
В месте слияния рек Клируотер и Снейк молодь лосося зачастую задерживается из-за значительной разницы температур воды. Задержка воды в водохранилищах, расположенных выше по течению, служит причиной тому, что в месте впадения реки Клируотер температура Снейк значительно выше. Сразу ниже впадения в Снейк молодь попадает в водохранилище Лауэр-Гранит, сформированное одноимённой плотиной. Как ни парадоксально, но данные факторы позволяют молоди более длительное время расти и питаться в водохранилище Лауэр-Гранит, и когда они продолжают мигрировать дальше на пути к Тихому океану, то зачастую имеют большие шансы выжить, чем молодь, мигрировавшая в океан раньше.

### Загрязнение
Сельскохозяйственные стоки с ферм и ранчо, расположенных на огромной территории бассейна реки, оказывают сильное влияние на экологию реки на протяжении всего XX века. Уже после строительства на реке первых плотин, используемых для орошения, полоска земли шириной в несколько миль, протянувшаяся вдоль реки, была превращена в поля или пастбища и сельскохозяйственные стоки начали загрязнять реку Снейк. Стоки с нескольких загонов для скота также поступали в воды реки Снейк вплоть до издания закона, запретившего это. Удобрения, навоз и другие химические загрязнители резко повышают биогенную нагрузку; особенно повышается количество фосфора, азота и фекальных энтеробактерий. Во время низкого уровня воды на спокойных участках реки довольно обычно цветение воды, которое является причиной снижения уровня кислорода.

## Притоки

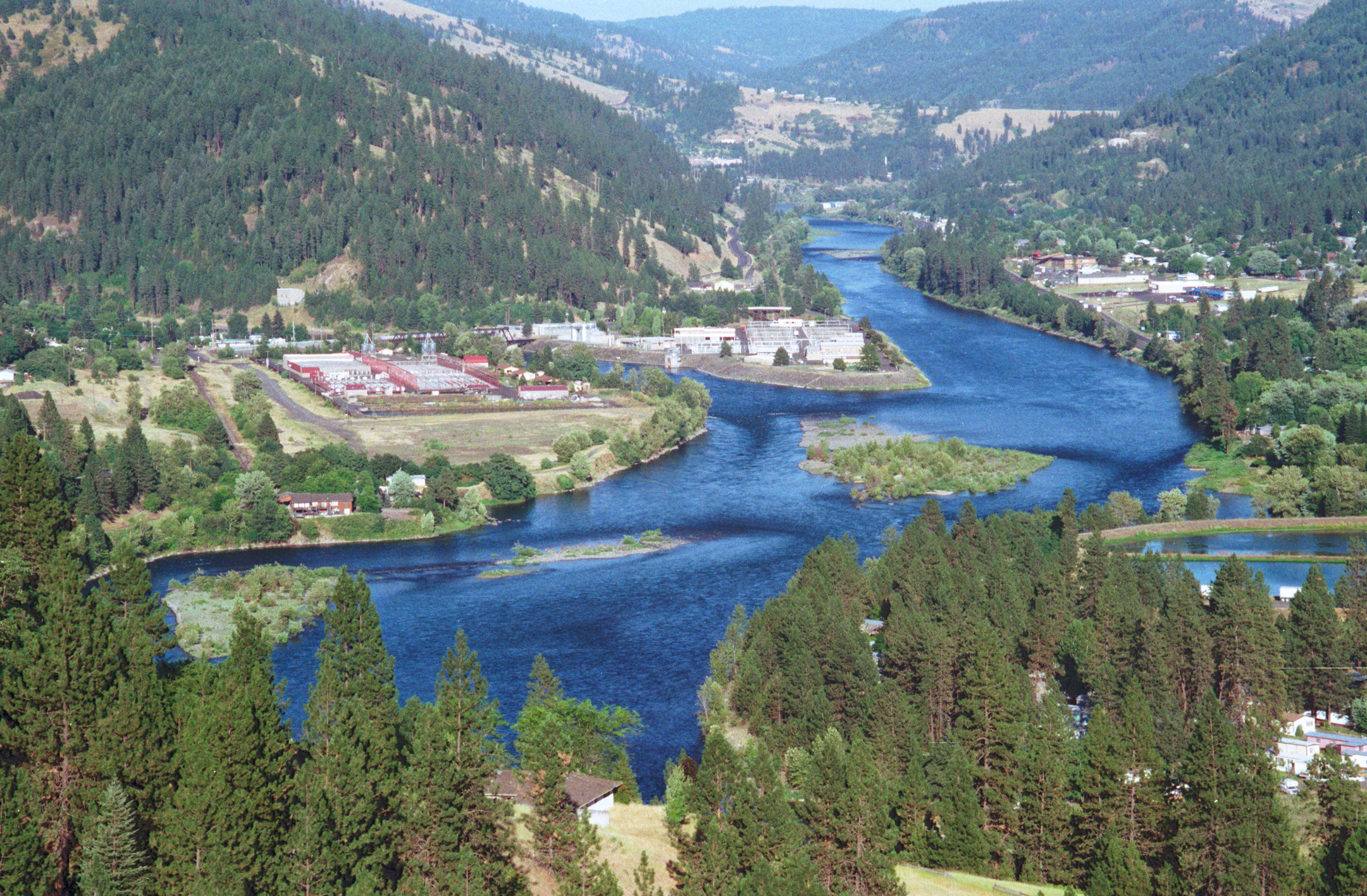
Река Клируотер

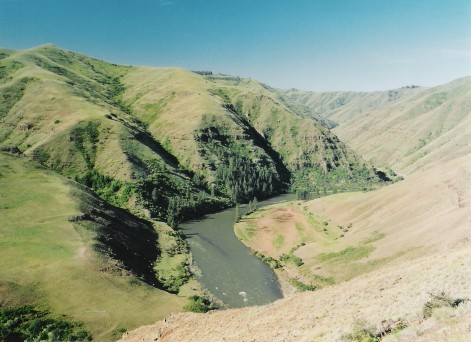
Река Гранд-Ронд

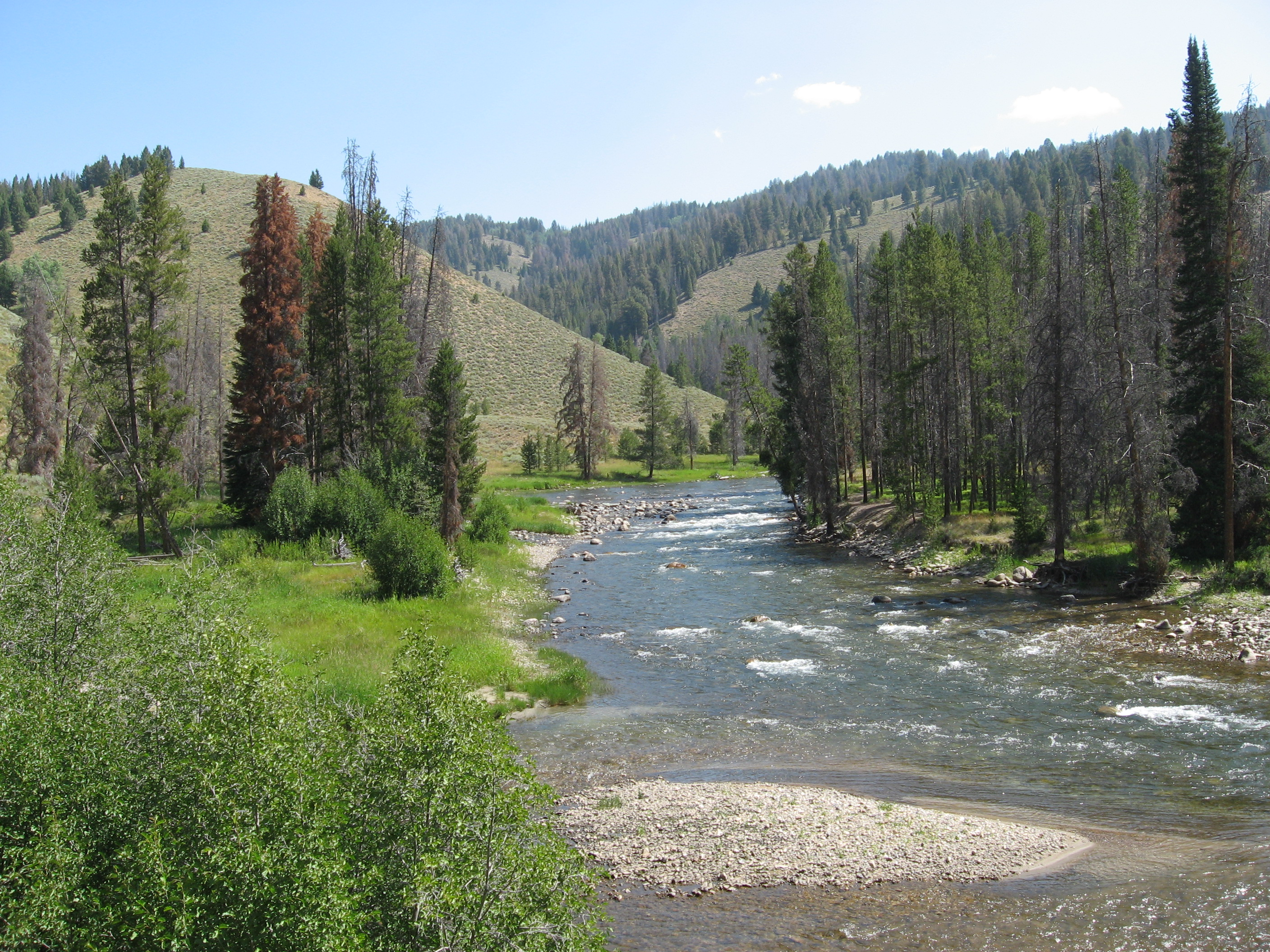
Река Салмон

Список основных притоков реки Снейк от истока к устью:
| Название реки    | Протяжённость (км) | Площадь бассейна (км²) | Высота устья НУМ | Берег  |
| ---------------- | ------------------ | ---------------------- | ---------------- | ------ |
| Бэннок-Крик      | 108                | 1230                   | —                | левый  |
| Грос-Вентр       | 120                | 1660                   | —                | левый  |
| Хобек            | 89                 | 1600                   | 1797             | левый  |
| Грейс            | 105                | 2100                   | 1719             | левый  |
| Солт             | 135                | 2300                   | 1714             | левый  |
| Хенрис-Форк      | 180                | 8320                   | 1469             | правый |
| Портнёф          | 154                | 3440                   | 1328             | левый  |
| Рафт             | 174                | 3900                   | 1280             | левый  |
| Салмон-Фолс-Крик | 195                | 5447                   | 879              | левый  |
| Малад            | 19                 | 7800                   | 810              | правый |
| Бруно            | 246                | 8560                   | 749              | левый  |
| Бойсе            | 121                | 11 000                 | 666              | правый |
| Овайхи           | 450                | 28 620                 | 666              | левый  |
| Малур            | 266                | 12 000                 | 650              | правый |
| Пейетт           | 133                | 8400                   | 648              | правый |
| Уизер            | 166                | 4300                   | —                | правый |
| Бёрнт            | 158                | 2823                   | 632              | левый  |
| Салмон           | 684                | 36 260                 | 280              | правый |
| Гранд-Ронд       | 293                | 10 697                 | 250              | левый  |
| Клируотер        | 120                | 24 980                 | 225              | правый |
| Туканнон         | 110                | 1300                   | 165              | левый  |
| Палус            | 269                | 8555                   | 165              | правый |